# 普日
普日（法語：Pougy，法語發音：[puʒi]）是法国奥布省的一个市镇，属于特鲁瓦区。

## 地理
普日（48°26'49"N, 4°21'22"E）面积8.96 平方千米，位于法国大東部大區奥布省，该省份为法国中北部省份，北起马恩省，西接塞纳-马恩省，西南至约讷省，东南至科多尔省，东临上马恩省。
与普日接壤的市镇（或旧市镇、城区）包括：瓦勒多宗、隆索勒、马尼库尔、奥布河畔莫兰、韦里库尔。

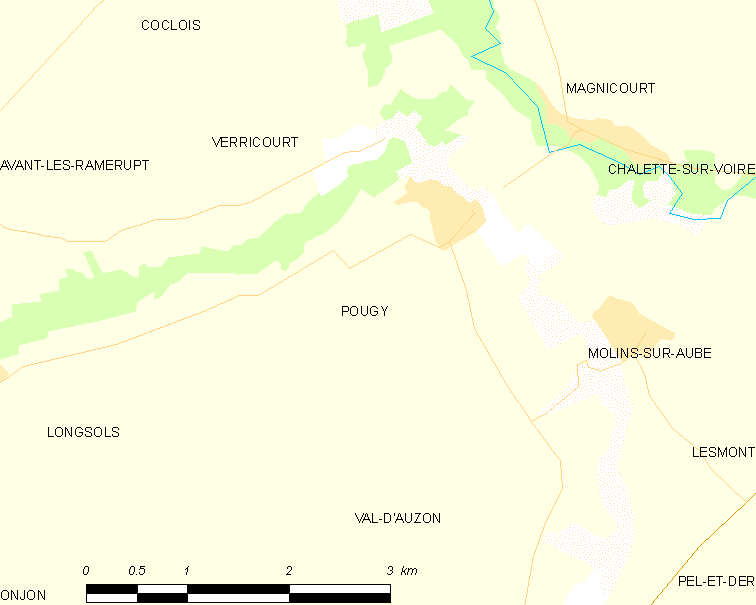
普日的OSM定位图

普日的时区为UTC+01:00、UTC+02:00（夏令时）。

## 行政
普日的邮政编码为10240，INSEE市镇编码为10300。

## 政治
普日所属的省级选区为奥布河畔阿尔西县。

## 人口

1962-2008年间普日人口变化图示

普日于2022年1月1日时的人口数量为266人。